# Muriel Hurtis
Muriel Hurtis (Bondy, 25 de marzo de 1979) es una atleta francesa, especialista en la prueba de 4 × 100 m, en la que ha logrado ser campeona mundial en 2003.

## Carrera deportiva
En el Mundial de París 2003 ganó la medalla de oro en los relevos 4 x 100 metros, con un tiempo de 41.78 segundos, por delante de Estados Unidos y Rusai, y siendo sus compañeras de equipo: Patricia Girard-Léno, Sylviane Félix y Christine Arron.
Además ha conseguido otras medallas, como el bronce en las Olimpiadas de Atenas 2004 en la misma prueba de relevos 4 x 100 m, o las dos platas en la misma prueba en los mundiales de Sevilla 1999 y Edmonton 2001.